# Влодавец, Николай Иванович
Николай Иванович Влодавец (1 июня 1890, Овруч, Волынская губерния — 31 июля 1959, Москва) — советский химик, геохимик, лауреат Ленинской премии.

## Биография
Родился 13 июня 1890 года в Овруче, Волынская губерния.
Окончил Седлецкую гимназию и Петроградский политехнический институт, электрохимическое отделение (1918).
Работал химиком-аналитиком в научных учреждениях Петрограда (Ленинграда): в Комиссии по исследованию естественных производительных сил России при Академии наук, КЕПС (1918—1932); в Геохимическом институте (в 1932 вошёл в состав Института геохимии, минералогии и кристаллографии им. М. В. Ломоносова (ЛИГЕМ)) (1932—1934).
Многолетний сотрудник А. Е. Ферсмана. В 1921 году вместе с ним написал книгу «Государственная Петергофская гранильная фабрика в её прошлом и настоящем». В 1927—1934 годах принимал участие в составлении «Технической энциклопедии» в 26-и томах под редакцией Л. К. Мартенса, автор статей по тематике «минералогия».
С 1934 года — в Москве: в ЛИГЕМ — ИГН АН СССР, затем (с 1953) в ЛАМГРЭ (Лаборатория по минералогии и геохимии редких элементов).
Кандидат геолого-минералогических наук (1935, без защиты диссертации). Автор работ по химической минералогии, аналитической химии редких элементов.
Скончался 31 июля 1959 года в Москве.

## Семья
- Жена (1916) — Ольга Станиславовна.
  - Сын — Влодавец, Игорь Николаевич, сотрудник Института физической химии РАН.
- Брат — Влодавец, Владимир Иванович, петрограф, вулканолог

## Награды и премии
Лауреат Ленинской премии 1957 года за разработку щелочного метода получения алюминия из нефелина, выполненную ещё в начале 1930-х.